# Переходная функция

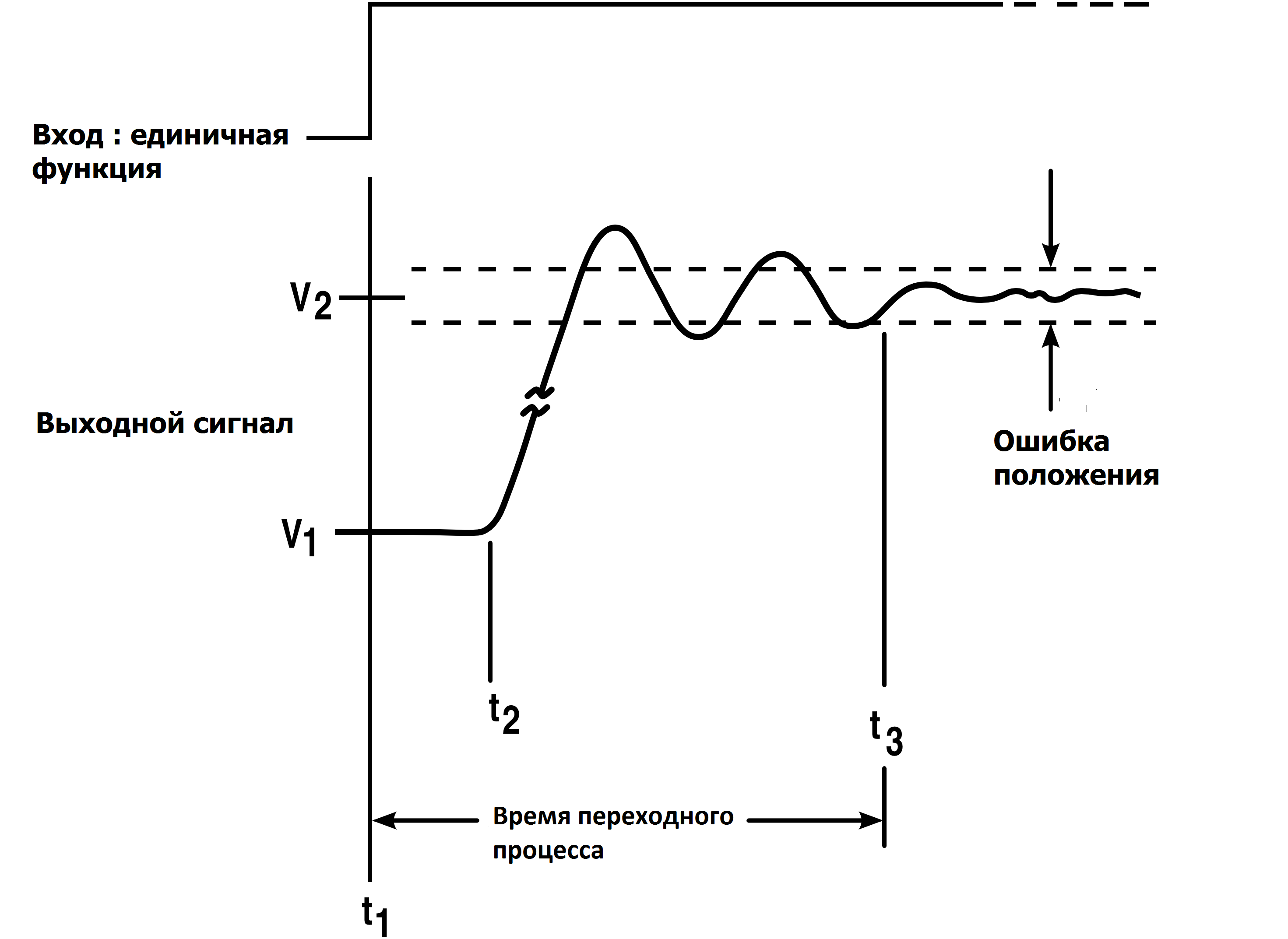
Типичная переходная функция системы второго порядка с перерегулированием, за которым следуют затухающие осцилляции, показано также время переходного процесса

Переходная функция {\displaystyle h(t)}, иногда её называют переходный процесс — в теории управления реакция динамической системы на входное воздействие в виде функции Хевисайда, при заданных начальных условиях.  Также реакцию динамической системы на ступенчатое воздействие называют кривой разгона. Кривая разгона обозначается y(t)  и имеет размерность выходной величины.В электронике переходную функцию часто определяют как изменение выходных сигналов системы, как реакцию на изменение входного сигнала от нуля до единицы за достаточно короткий промежуток времени. С практической точки зрения знание того, как система реагирует на быстрое изменение входного сигнала, является важным, поскольку скачок во входном сигнале может оказать серьёзное влияние на поведение всей системы или каких-то её компонентов. Помимо этого, по виду переходной функции можно судить об устойчивости системы, времени переходного процесса, величине перерегулирования, статической ошибке и других динамических характеристиках системы.
Экспериментально кривые разгона определяются следующим образом: 
1. Контролируется состояние динамической системы. До момента внесения ступенчатого воздействия система должна находится в статическом состоянии.
2. Осуществляется максимально быстрый перевод входного воздействия на уровень x(t). Момент начала изменения входного воздействия принимается за начало отсчета времени.
3. Непрерывно или через равные интервалы времени записываются результаты измерения ординат кривой разгона и ступенчатого возмущения.  Интервалы времен выбираются в зависимости от скорости изменения кривой разгона.
4. Ординаты кривой разгона пересчитываются в ординаты переходной характеристики:  {\displaystyle h(t_{i})={\frac {y(t_{i})}{x(t_{i})}}}где ti -  момент времени считывания показаний.
5. Строятся графики кривой разгона и переходной характеристики.[2]

Зная переходную характеристику, можно определить реакцию {\displaystyle y(t)} линейной системы (или линеаризованной) на произвольное входное воздействие {\displaystyle x(t)} с помощью интеграла Дюамеля:
{\displaystyle y(t)=x(0)\cdot h(t)+{\dot {x}}(t)*h(t)=x(0)\cdot h(t)+\int \limits _{0}^{t}{{\dot {x}}(\tau )\cdot h(t-\tau )}d\tau },
где символически обозначено: {\displaystyle {\dot {x}}(t)*h(t)} — свёртка двух функций, {\displaystyle {\dot {x}}(t)} — производная воздействия по времени.
Если система существенно нелинейна (не может быть линеаризована без потери для анализа её изучаемых практически важных свойств), её отклик не может быть рассчитан с помощью интеграла Дюамеля.